# Tetjana Bilenko
Tetjana Sorotsjynska-Bilenko (Oekraïens: Тетяна Сорочинська-Біленко, Charkov, 23 november 1983) is een Oekraïense professioneel tafeltennisster. Zij speelt rechtshandig met de shakehandgreep.
Zij nam namens haar land deel aan de Olympische Zomerspelen in 2008, 2012 en 2016 maar won daar geen medailles.

## Belangrijkste resultaten
- Brons met het team op de Europese kampioenschappen tafeltennis 2015.
- Brons in het dubbelspel op de Europese kampioenschappen tafeltennis 2020 met Hanna Haponova.